# Ringvassøya
Ringvassøya (sami del norte: Ráneš) también conocida como Ringvassøy  es una gran isla en la provincia de Troms og Finnmark, al norte de Noruega. Se divide entre los municipios de Tromsø y Karlsøy.
Con una superficie de 656 km, Ringvassøy es la sexta isla más grande de la Noruega continental. El punto más alto de la isla, Soltindan, tiene una altura de 1.051 metros (3.448 pies) sobre el nivel del mar. El lago de 10 kilómetros (6.2 millas) de largo Skogsfjordvatnet es el lago más grande en una isla de Noruega.
Se conecta con la isla de Kvaløya con el túnel de Kvalsund.